# قضبان (نبات)
شجرة القُضبان أو شجرة القضيب أو أو التَّامُول أو البَتُولا أو البتولة أو السَّندر (الاسم العلمي: Betula) و(بالإنجليزية: Birch)‏ هو جنس من الأشجار النفضية يتبع الفصيلة القضبانية (باللاتينية: Betulaceae). يضم 117 نوعا مقبولا وسبعين أخرى لم يحسم أمرها بعد.

## من أنواع القضبانالواطنةفيالوطن العربي
- القضبان الفضي (الاسم العلمي: Betula pendula) في المغرب العربي وأوروبا وتركيا والقوقاز
- السَّنْدَر (الاسم العلمي: Betula papyrifera)

## الوصف النباتي لأنواع القضبان
شجرة شائعة يبلغ ارتفاعها حوالي 30 مترًا، قليلة الأوراق نوع أزهارها ناعمة ومرتجفة، تفضل الترب الرملية الرطبة، تنبت إلى جانب أشجار أخرى تتمايز بسهولة عنها بقدها الضامر والممشوق.

## فوائدها
لها تاثير إيجابي على البيئة كبقية النباتات الخضرية، كما لها فوائد طبية وغذائية في بعض البلاد.